# Sven Wallander
Pour les articles homonymes, voir Wallander.
Sven Wallander (15 juin 1890 à Stockholm, 17 août 1968) est un architecte suédois.